# Нижньогалеєво
Нижньогале́єво (рос. Нижнегалеево, башк. Түбәнге Ғәле) — присілок у складі Зілаїрського району Башкортостану, Росія. Входить до складу Верхньогалеєвської сільської ради.
Населення — 2 особи (2010; 2 в 2002).
Національний склад:
- башкири — 100%